# جون كون (كاتب)
جون كون (بالإنجليزية: John Kohn)‏ هو منتج أفلام وكاتب سيناريو أمريكي، ولد في 7 نوفمبر 1925 في نيويورك في الولايات المتحدة، وتوفي في 4 مايو 2002 في شيرمان أوكس في الولايات المتحدة بسبب سرطان.

## وصلات خارجية
- جون كون على موقع IMDb (الإنجليزية)
- جون كون على موقع ألو سيني (الفرنسية)
- جون كون على موقع أول موفي (الإنجليزية)
- جون كون على موقع قاعدة بيانات الأفلام السويدية (السويدية)
- جون كون على موقع قاعدة بيانات الفيلم (الإنجليزية)
- جون كون على موقع كينوبويسك (الروسية)